# Media Capital

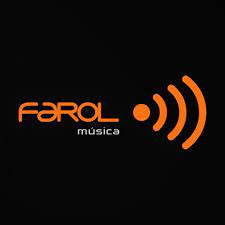

Media Capital (devenu une filiale du groupe espagnol Prisa) est l'un des principaux groupes de presse du Portugal, aussi bien en télévision et audiovisuel qu'en radio. 
Il a été créé en 1992.

## Description
Media Capital possède la chaîne de télévision généraliste TVI et 5 autres chaînes de la marque (CNN Portugal, TVI Ficçao, TVI Reality, TVI Internacional et TVI Africa), ainsi que le deuxième groupe de radios portugais (dont Rádio Comercial, M80, Cidade FM, Smooth FM et Vodafone FM...) et Media Capital Multimedia. 
Le groupe est présent dans d'autres activités liées au secteur des médias, telles que la production de contenus pour la télévision, assurée par la multinationale Plural Entertainment, l'édition de disques, la réalisation d'événements musicaux et culturels (Farol) et la distribution des droits cinématographiques (Castello Lopes Cinemas).

## Histoire
Le groupe Media Capital a été créé en 1992, à partir de la SOCI, fondée et présidée par Luís Nobre Guedes. Son activité, basée sur la presse écrite, date de 1988, avec le journal O Independente. 
Après le rachat de la majorité du capital de SOCI par Miguel Pais do Amaral, l'activité du groupe, qui a pris le nom de Media Capital en 1992, s'est développée avec l'acquisition de Rádio Comercial et Rádio Nostalgia en 1997. 
Entre 1998 et 1999, Media Capital a acquis la quasi-totalité du capital de TVI. En 2000, le portail IOL a été lancé. Media Capital a repris NBP (aujourd'hui Plural Entertainment) en 2001. 
Le 26 octobre 2006, le groupe espagnol de presse Prisa, déjà détenteur de 33 % des actions du groupe Media Capital, a lancé une offre publique d'achat (OPA) sur la totalité.
Le 28 septembre 2009, Prisa annonce la vente de 35 % de sa filiale portugaise Media Capital aux fonds d'investissements portugais Ongoing Strategy Investments, dans une optique de désendettement. 
Le PDG du groupe est Rosa Cullell[Quand ?]. 
Ses actionnaires sont: 
- Promotora de Informaciones, SA (Groupe PRISA ) - 94,69 %
- NCG Banco, SA - 5,05 %
- Free float - 0,26 %